# Lista de cidades do Maine

Localização geográfica do estado americano de Maine nos Estados Unidos.

O Maine é um estado localizado na região nordeste dos Estados Unidos. De acordo com o Censo dos Estados Unidos de 2010, o Maine é o 9º estado menos populoso com uma população de 1.328.361 habitantes, e o 12º menor pela área da terra medindo cerca de 79.882,9 km² de área. O Maine é dividido em 16 condados e contém 488 municípios incorporados consistindo em cidades, vilas e até mesmo plantações.
Abaixo está uma lista com as cidades do Maine.

## A
- Anson
- Auburn
- Augusta

## B
- Bangor
- Bath
- Belfast
- Biddeford
- Brewer
- Brunswick

## C
- Calais
- Caribou

## E
- Eastport
- Ellsworth

## G
- Gardiner
- Gorham

## H
- Hallowell

## K
- Kittery

## L
- Lewiston
- Lincoln

## M
- Madawaska

## N
- North Windham

## O
- Old Town
- Oxford

## P
- Paris
- Portland
- Presque Isle

## R
- Richmond
- Rockland

## S
- Saco
- Sanford
- South Eliot
- South Portland

## T
- Thomaston

## W
- Waterville
- Westbrook
- Winthrop

## Y
- Yarmouth